# Euphorbia rhizophora
Euphorbia rhizophora är en törelväxtart som först beskrevs av Peter René Oscar Bally, och fick sitt nu gällande namn av Peter Vincent Bruyns. Euphorbia rhizophora ingår i släktet törlar, och familjen törelväxter.
Artens utbredningsområde är Kenya. Inga underarter finns listade i Catalogue of Life.

## Bildgalleri

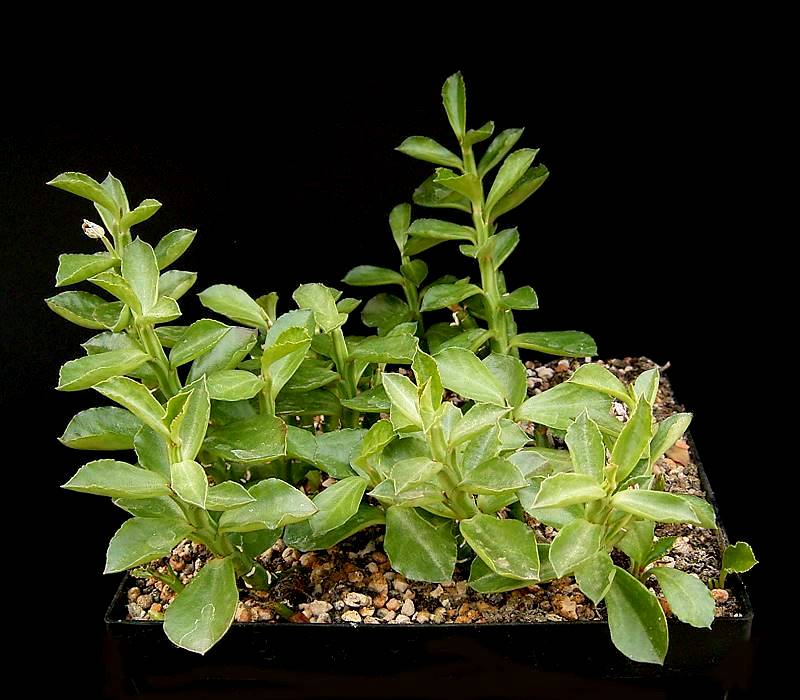